# Номер 23
«Номер 23» — кінофільм режисера Бернда Хеібера, що вийшов на екрани в 2006 році.

## Зміст
Рене - гарна жінка, яка пускає до себе в будинок змерзлого юного незнайомця. Машина Маркуса зламалася, і він вирішив постукати в єдиний будинок на дорозі, в якому горіло вікно. Рене займається гончарним мистецтвом і ліпить дивні предмети. Одного примірника їй не вистачає і вона вирішує запропонувати молодій людині стати моделлю для поповнення її художньої колекції.

## Ролі
| Актор        | Роль |
| ------------ | ---- |
| Сабіна Вітуа | -    |
| Марк Ріхтер  | -    |

## Знімальна група
- Режисер — Бернд Хеібер
- Сценарист — Бернд Хеібер
- Продюсер — Таня Медінг, Таня Циглер